# Sarah Hyland
Sarah Jane Hyland (sinh ngày 24 tháng 11 năm 1990) là nữ diễn viên người Mỹ. Sinh ra tại New York, Hyland theo học nghệ thuật tại Manhattan. Cô từng tham gia vào một số phim điện ảnh như: Private Parts (1997), Annie (1999), và Blind Date (2007).